# Mwave

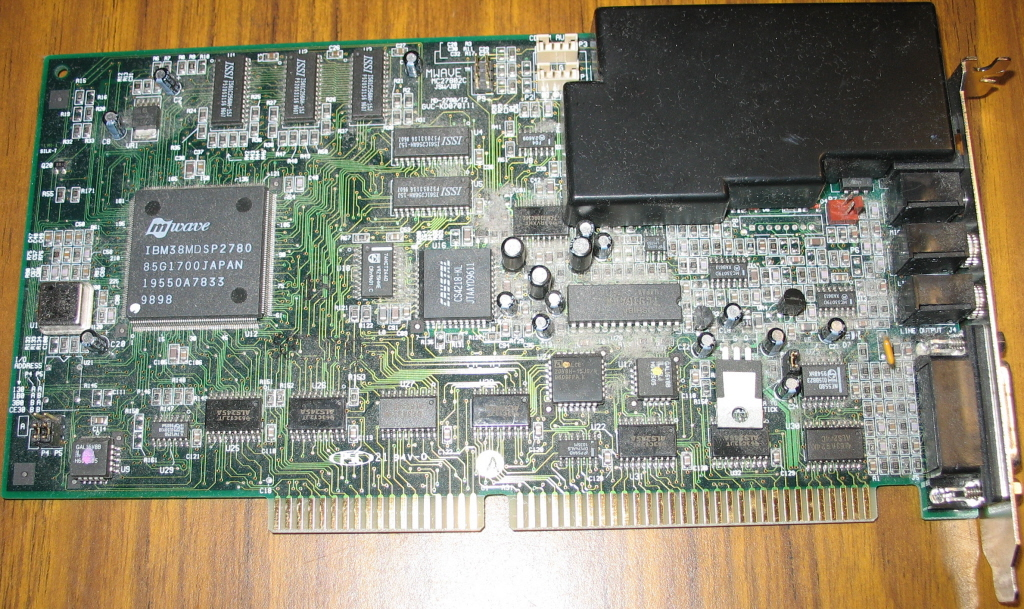
Mwave Dolphin card

Mwave（エムウェーブ）とはデジタルシグナルプロセッサとその制御ソフトウェア。アメリカのIBMとテキサス・インスツルメンツが共同開発した。
MCA、ISA、PCMCIAに（後にPCIにも）対応しており、IBMのパーソナルコンピュータであるAptiva・ThinkPadシリーズなどに搭載された。一つでアナログモデムと音声処理（サウンドカード）の両機能を担い、IBMからMicrosoft WindowsやOS/2向けのドライバが提供されたほかサードパーティーの拡張カード製品も存在した。しかしバグによるトラブルも多く、やがてIBMが自社のコンシューマー向けPCへの採用を取り止めたこともあって生産終了に至った。